# Evaza demeijerei
Evaza demeijerei är en tvåvingeart som beskrevs av Enrico Adelelmo Brunetti 1923. Evaza demeijerei ingår i släktet Evaza och familjen vapenflugor. Inga underarter finns listade i Catalogue of Life.